# Armin Shimerman
Armin Shimerman (5 listopada 1949 Lakewood New Jersey USA) – amerykański aktor, znany głównie z roli Ferengi Quarka w serialu Star Trek: Stacja kosmiczna i Doktora Nefariousa z serii Ratchet & Clank.